# 飯田事件
飯田事件（いいだじけん）は1884年に起こった激化事件の一つである。明治政府への挙兵が計画されていた。

## 概要
事件が起こったのは、1874年の民撰議院設立建白書以来、自由民権運動に揺れる最中の1884年である。計画の発案者は、愛知県田原市で活動を行う「恒心社」の村松愛蔵、名古屋鎮台の看護兵八木重治と、長野県飯田市で自由党系結社「愛国正理社」を主宰する桜井平吉である。
愛国正理社は、1882年に飯田で発刊された深山自由新聞（みやまじゆうしんぶん）の読者や支持者を中心に1883年に設立されたが、同年に政府が反政府的言論の撲滅を期して、新聞を日時を限った発行許可申請制度としたことにより、深山自由新聞は一方的に廃刊となった。愛国正理社の当初の顧問には石塚重平が名を連ねており、事件当時には松方デフレによる大不況で窮乏する養蚕地帯の自作農らが多く集まっていた。
恒心社と愛国正理社は1884年5月に連携を取るに至った。
事件の計画内容は、200人以上の血判加盟者を獲て、5万枚以上の檄文を用意した上で、名古屋鎮台兵が蜂起して火薬庫を爆破させ、名古屋監獄や飯田の警察署を地元愛知県や飯田市の民衆を扇動して占拠させ、自由革命を宣言するというものであった。しかし警察のスパイの密告もあり、秩父事件を受けて火薬狩りをしていた警察が、桜井宛の郵便物を調べて発覚した。
この事件は、1881年に埼玉県秩父郡や桜井の出身地である佐久地方で起こった秩父事件を参考に、明治政府への反乱を企てたものであったが、同年11月9日に鎮圧以後、明治政府は政府転覆を理由に村松・八木・桜井などを27名を逮捕し、6名が内乱陰謀罪で軽禁錮1〜7年の有罪となった。